# Mario Da Pozzo
Mario Da Pozzo (Legnago, 9 luglio 1939) è un ex calciatore italiano, di ruolo portiere.

## Carriera
Nel 1955-56 gioca nel campionato del C.S.I. con la squadra juniores della Virtus-Vigo di Legnago, mentre la stagione 1956-57 la disputa in 2ª Divisione nella squadra dell'Angiari. Dopo quella brillante stagione il trasferimento nella squadra rossonera dell'Audace SME da dove, assieme a Corso e Guglielmoni, nel 1958 approdò in Serie A nelle file dell'Inter. Dopo due stagioni da rincalzo nel club nerazzurro, con l'intermezzo di un'annata in Serie B con il Catanzaro, nel 1961 venne ceduto ancora in giovane età al Genoa insieme ad altri tre giocatori, Fongaro, Rancati e Firmani.

Da Pozzo al Mantova nel 1970, mentre anticipa lo juventino Landini II durante un'amichevole estiva.

Con la maglia dei liguri ottenne la promozione in massima serie al termine della stagione 1961-1962, vincendo nel successivo biennio due Coppe delle Alpi, risultando tra i migliori nella finale del 1962 contro i francesi del Grenoble. In rossoblù conquistò inoltre il record d'imbattibilità per la Serie A nel campionato 1963-1964, mantenendo inviolata la propria porta per 791 minuti.
Passò quindi al Varese, dove il 4 febbraio 1968 fu tra i protagonisti del cosiddetto "miracolo di Masnago", la storica vittoria casalinga in campionato contro la Juventus per 5-0, in una partita in cui non fu peraltro mai impegnato grazie alla buona prestazione della difesa biancorossa che resistette al più blasonato attacco piemontese. Al termine della stagione 1967-1968 colse con la squadra lombarda il settimo posto della classifica, tuttora il miglior piazzamento in massima categoria nella storia varesina.
Passò poi al Mantova, dove nel campionato 1970-1971 stabilì un nuovo record di imbattibilità, stavolta per la serie cadetta, riuscendo a non subire gol per 878 minuti. Chiuse quindi la carriera militando dapprima nel Napoli, dove fu il secondo di Carmignani non riuscendo mai a scendere in campo in campionato, e infine nel Verona.

## Palmarès

### Club

#### Competizioni nazionali
- Campionato italiano di Serie B: 2

Genoa: 1961-1962
Mantova: 1970-1971

#### Competizioni internazionali
- Coppa delle Alpi: 2

Genoa: 1962, 1964